# Priva flabelliformis
Priva flabelliformis là một loài thực vật có hoa trong họ Cỏ roi ngựa. Loài này được (Moldenke) R.Fern. miêu tả khoa học đầu tiên năm 1985.